# W.J. Maryson
W.J. Maryson, pseudoniem van Wim Stolk (De Lier, 21 december 1950 – Kats, 10 maart 2011), was een Nederlandse fantasy-auteur.
Hij werkte ruim twintig jaar als reclameschrijver voordat hij verderging als voltijdschrijver, kunstschilder en musicus. Ook organiseerde hij regelmatig de jaarlijkse schrijfwedstrijd Paul Harland Prijs voor fantasy-, sf- en horrorverhalen. Zijn romans zijn vertaald naar onder meer het Duits, Spaans, Portugees, Pools, Lets en Bulgaars. In augustus 2010 verscheen zijn eerste in het Engels vertaalde roman, The towers of Romandor. Zijn korte verhalen verschenen op websites, in anthologieën en magazines. Zijn prijswinnende verhaal Verstummte Musik verscheen in Amerikaanse, Duitse en Russische anthologieën.
W.J. Maryson won in 2004 de Elf Fantasy Award voor het beste fantasyboek met De Heer van de Diepten en in 2007 de Paul Harland Prijs met het korte verhaal Nietzsche Station. Hij werd genomineerd voor diverse literaire prijzen.
In 1996 richtte hij de band Maryson op. De muziekstijl was symfonische rock. Alle nummers waren gebaseerd op zijn zesdelige cyclus Meestermagiër. De band heeft twee albums uitgebracht, gebaseerd op respectievelijk boek 1, Het eerste zwaard: Sperling, en boek 2, Het tweede zwaard: Emaendor.
Het was oorspronkelijk de bedoeling om van elk boek één cd uit te brengen. Voorbereidingen voor een derde album waren tot het moment van zijn plotselinge overlijden in volle gang. Daarnaast werkte hij samen met de Engelse musicus Tim Alexander aan enkele muzikale projecten.
Zijn laatste boek was Het lied van de onsterfelijke, verschenen in 2007. Ten tijde van zijn dood was het vervolg, Het pad van onthechting, in een vergevorderd stadium. Hij heeft het echter niet kunnen voltooien, en het boek is nooit uitgekomen.